# 가정

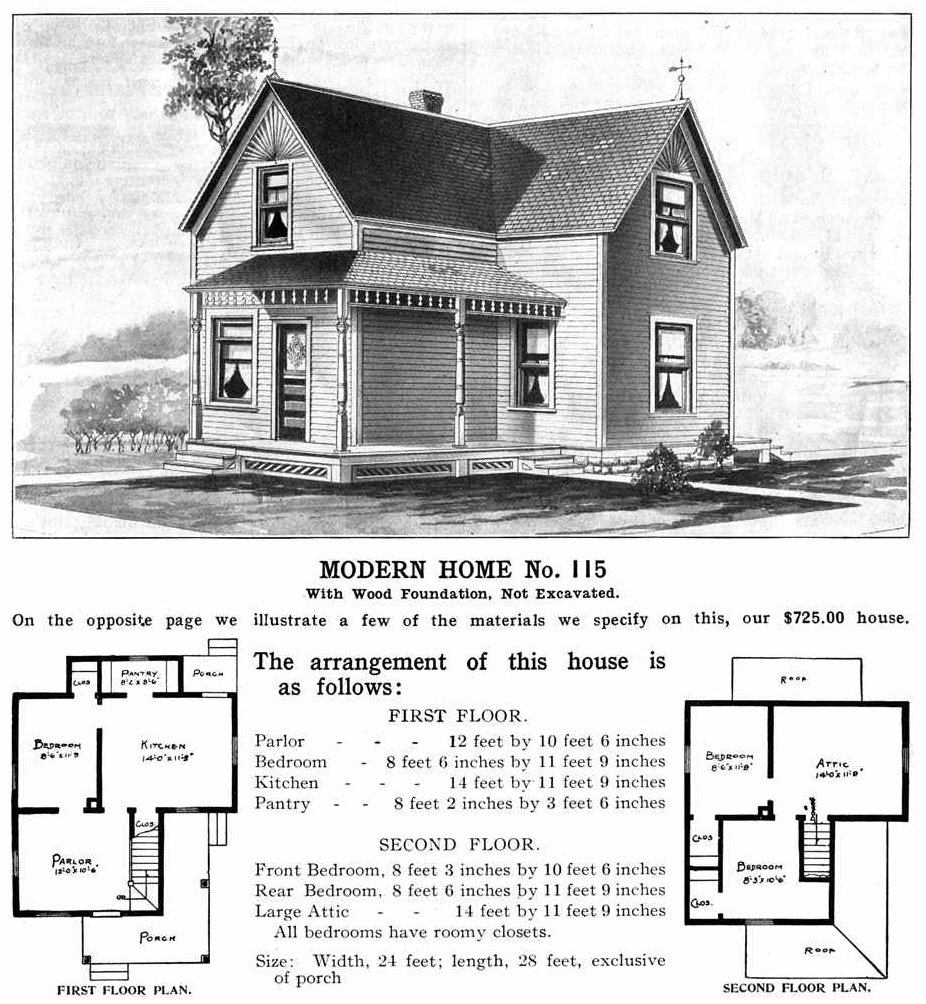
각 방의 사회적 기능을 보여주는 단독주택 계획

가정(家庭)은 의식주 활동을 공유하는 생활 공동체로서 인간이 태어나서 처음 맞닥뜨리는 사회 집단이다. 공동체 구성원 간에 정서적 지지가 이루어지는 마음의 '안식처'이자 공동 생활이 이루어지는 물리적 '공간'을 뜻한다. 즉, 가정은 하나의 '집단'을 뜻하기도 하지만 '장소'를 뜻하기도 한다.
가정은 혈연 관계로 이루어지기도 하고 비혈연 관계로도 이루어질 수 있는 사회 집단으로서, 공동체 구성원을 '가족'이라고 일컫는다. 주로 부부관계, 부모자식관계 등으로 이루어지는 경향이 있었으나 사회의 변화와 함께 다양한 조합의 가정이 생겼고 이를 반영하여 법체계에도 변화가 생겼다. 주거를 기반으로 하며, 다른 사회집단처럼 개개의 가정도 각각 특유의 분위기를 가지고 있다.
2014년 현재, 전 세계적으로 1인 가구가 증가 추세에 있고 이러한 사회변화로 인해 가정에 대해 유연한 사고를 하게 되는 등 가정의 의미에도 변화가 왔고, 인터넷의 발달로 사회 전체가 개인이 중요해지는 문화로 변화되면서 산업구조에도 변화가 왔으며, 변화된 산업구조는 1인 가구의 삶을 더욱 편리하게 만들었다.

## 기능
가정의 기능은 통상 다음과 같다.
- 자녀의 출산과 양육 기능:인간은 다른 동물과는 달리 태어나서 오랫동안 보살핌을 받아야만 홀로 생존할 수 있는 능력을 갖추게 되기 때문에 양육 기능은 중요하다.
- 사회화 기능:한 사회의 기본적인 문화를 습득할 수 있도록 사회화시키는 기능을 한다.
- 성적 욕구의 충족과 규제 기능:인간의 성욕을 자신의 배우자를 통해 공식적으로 충족시키도록 하고 성욕이 무분별하게 발산되지 않도록 제어하는 기능을 한다.
- 경제활동 기능:전통 농경 사회에서는 생산활동도 담당하였으나 현대 사회에서는 소비의 기본 단위로 기능한다.
- 정서적 안정 제공 기능

가정의 기능은 사회의 변화에 따라 여러 측면에서 변화되었으며, 해당 가정이 놓여 있는 사회 조건에 따라 달라지기도 한다. 과거의 가정은 사회에 기능 집단이 발달하지 않았기 때문에 인간의 생활에 필요한 거의 전부를 자급자족하였다. 사회가 근대화하고 기능 집단이 발달함에 따라서 그때까지 가정이 가지고 있던 기능은 하나하나 기능 집단으로 흡수되어 갔다. 가정에 남겨진 기능도 사회의 발달에 따라 합리화·기계화되고, 가정생활은 현저히 변화하였다. 상하수도·프로판가스 등의 보급, 전기 세탁기나 전기 밥솥 등 가전제품의 보급에 따라서 가사 노동은 경감되었고, 텔레비전이나 스테레오 등의 보급은 가정의 오락처 혹은 교양적·문화적 기능을 변화시켰다.

## 가정과 연대

### 비혼과 가정
비혼의 길을 가면서도 자녀를 출산하여 가정을 만드는 사람들이 증가하면서 혼인과 자녀 출산을 연결시키는 고정관념도 약해졌다. 한국개발연구원은 '혼외 출산 등 개방적 생활양식에 대한 인식을 개선할 필요가 있다'고 지적하였다. 2014년 3월 기준으로, 대한민국에서 혼외 출산 아동 수는 1만 명을 넘어섰다. 혼외 아동의 증가는 세계적 추세이고, 2012년 한국개발연구원에서 발표한 자료에 따르면 유럽에서 혼외 출산 아동은 50% 이상에 달하였다. 프랑스가 낮은 출산률을 2.1 정도로 끌어올린 데에는 사회가 비혼모들에 대한 따가운 시선을 거두어 들이고 비혼모들이 삶을 영위할 수 있도록 돕고 비혼모들에게 오히려 부양비를 지원해 주었기 때문이다.

### 생활동반자와 가정
혈연이나 혼인 이외의 관계도 가족구성권을 가질 수 있도록 하는 법안들이 마련되는 추세이다. 영국의 시민동반자법(civil partnerships), 미국의 시민결합제도(civil unions), 호주의 사실혼(de facto mateship), 프랑스의 시민연대협약(Pacte civil de solidarité) 등이 그것이다.
대한민국 국회의원 진선미는 "말을 안 할뿐이지, 이미 우리의 삶 속에는 전혀 일상적이지 않은 가족이 많이 존재한다. '아빠-엄마-자녀'가 꼭 혈연관계가 아닌 경우도 있다. 독거노인은 얼마나 많은가. 자매들끼리 살기도하고 이모와 조카가 살기도하고. 이렇게 마음 맞는 사람들끼리 사회적 부담 없이 살 수 있게 하면 안 되나? 동거는 비난받기 쉽다. 하지만 법적으로 보호받으면서 유연한 결합이 권장되면, 친구처럼 연인처럼 서로 의지하며 살 수 있다고 본다. 그래서 다양한 형식의 '결합'을 권장하고, 유연한 결합을 통해 '가족'이라는 제도를 확대하자는 이야기다. 그리고 나는 이 모든 것이 굉장히 현실적으로 우리의 변화된 삶을 뒷받침 해줄 수 있을 것이라고 생각한다"라고 말하며 '생활동반자에 관한 법률안'을 발의하였다.

## 가구(家口)
가구는 현실적으로 주거 및 생계를 같이하는 사람의 집단을 칭하는 명칭으로, 복지정책이나 주택정책을 입안할 때 참고자료가 된다. 4인 가구가 줄고 1인 가구가 증가하면서 사회구조에 변화가 왔다.

## 같이 보기
- 가족
- 의붓가정